# Hester Ford
Hester Ford (Lancaster (South Carolina), 15 augustus 1905 – Charlotte (North Carolina), 17 april 2021) was een Amerikaanse supereeuwelinge. Uit diverse volkstellingen blijken overigens afwijkende geboortedata: de ene telling geeft 1904 aan, terwijl de andere 1905 vermeldt.

## Biografie
Ford werd in 1905 geboren als Hester McCardell, en was de dochter van Peter en Frances McCardell. Het gezin woonde op een boerderij en Hester werkte mee met het ploegen van de akkers en het plukken van het katoen. Op 14-jarige leeftijd trouwde ze met John Ford en een jaar later kregen ze hun eerste kind. Uiteindelijk zouden ze 12 kinderen krijgen.
Rond 1960 verhuisde het gezin naar Charlotte, waar ze zelf een huis bouwden. In 1963 overleed haar echtgenoot.
Na de dood van Alelia Murphy op 23 november 2019 werd Hester Ford de oudste inwoner van de Verenigde Staten.